# 川端清策
川端 清策（かわばた せいさく、1906年8月31日～1985年4月11日）は、日本の教育者・生物学者で学校経営者だった人物。群馬県伊勢崎市出身。理学博士（北海道大学）。専門は、生物学・生態学。
1924年茨城県立太田中学校（現茨城県立太田第一高等学校・附属中学校）卒。1924年群馬県佐波郡豊受尋常高等小学校代用教員、1926年北海道空知郡岩見沢町志文尋常小学校代用教員。軍隊に入隊を経て、1931年第二高等学校 (旧制)卒、1935年北海道帝国大学理学部卒業（恩師：山田幸男）。1935年東海高等女学校（現茨城県立第二日立第二高等学校）教諭、1937年茨城県師範学校教諭。1940年日立製作所中央研究所研究員。1946年北海道夕張市立中学校（現北海道夕張北高等学校）教諭、1950年北海道岩見沢西高等学校教諭、1952年北海道学芸大学岩見沢分校助教授、1956年同教授。その後、同岩見沢分校主事。1962年2月2日｢日本産ムカデノリ科の分類への寄与｣で北海道大学にて理学博士受く。1965年北海道教育大学岩見沢分校副学長。1970年同停年退官。同名誉教授。高崎経済大学経済学部教授。同学長代行などを経て、1974年高崎経済大学学長。1976年停年退官。道都短期大学副学長。1978年道都大学の開学に伴い同副学長。正五位勲三等旭日中綬章を受章。1979年学校法人北海道櫻井産業学園常務理事。1982年道都大学定年退職。同名誉教授。同特任教授。1984年同海洋生物研究所初代所長。1984年道都短期大学学長。1985年同大学在任中に逝去。叙従四位。